# Amtsgericht Fehrbellin
Das Amtsgericht Fehrbellin war ein preußisches Amtsgericht mit Sitz in Fehrbellin, Provinz Brandenburg.

## Geschichte
Seit 1849 bestand das königliche Kreisgericht Spandau mit einer Zweigstelle (Gerichtskommission) in Fehrbellin. Es war dem Kammergericht nachgeordnet. Die Kreisgerichte und deren Zweigstellen wurden 1879 aufgehoben. Das königlich preußische Amtsgericht Fehrbellin wurde mit Wirkung zum 1. Oktober 1879 als eines von 14 Amtsgerichten im Bezirk des Landgerichtes Neuruppin im Bezirk des Kammergerichtes gebildet. Der Sitz des Gerichtes war die Stadt Fehrbellin. Sein Gerichtsbezirk umfasste aus dem Landkreis Osthavelland den Stadtbezirk Fehrbellin und die Amtsbezirke Brunne, Fehrbellin und Linum sowie den Amtsbezirk Königshorst ohne den Gemeindebezirk und Gutsbezirk Hertefeld und des Gutsbezirkes Kienberg. Am Gericht bestand 1880 eine Richterstelle. Das Amtsgericht war damit ein kleines Amtsgericht im Landgerichtsbezirk. Im Rahmen der Weltwirtschaftskrise wurden 60 Amtsgerichte als Folge von Sparverordnungen aufgehoben. Mit der Verordnung über die Aufhebung von Amtsgerichten vom 30. Juli 1932 wurde das Amtsgericht Fehrbellin zum 30. September 1932 aufgehoben und sein Sprengel zwischen dem Amtsgericht Neuruppin und dem Amtsgericht Kremmen (nur die Gemeinde Linum) aufgeteilt.

## Gerichtsgebäude
Das Amtsgericht nutzte das Gebäude der bisherigen Gerichtskommission, Berliner Straße 62. Das Gebäude besteht nicht mehr.